# Хавалли (город)
Хавалли (араб. حولي‎) — административный центр губернаторства Хавалли, один из 9 районов этого губернаторства, часть агломерации Эль-Кувейт, крупный финансовый центр. 4-й по населению район Кувейта и один из крупнейших пригородов Эль-Кувейта. Площадь — 6,7 км². Население — 205 105 человек (2015 год).
Расположен на крайнем севере губернаторства, в нескольких километрах от столицы страны, в 1 км от побережья Персидского залива. 
В период 2010—2015 года рост населения составил +3,61%/год. Здесь проживает значительное количество палестинцев. 
В городе расположены Американская школа и Новая Пакистанская международная школа. В Хавалли расположен стадион Мохаммед Аль-Хамад — домашняя арена футбольного клуба Аль-Кадисия.